# École supérieure de gestion
Pour les articles homonymes, voir ESG.
Ne doit pas être confondu avec Institut supérieur de gestion.
L'École supérieure de gestion (ESG ou ESGCV), anciennement Groupe Paris Graduate School of Management, ou Pôle ESG, est un réseau français d'établissements privés d'enseignement supérieur, fondé en 1974 par Pierre Azoulay à Paris autour de l'ESG Management School, actuelle Paris School of Business (PSB). Il appartient au groupe Galileo Global Education.
Contrairement à Paris School of Business (PSB), l'ESG ne délivre pas de diplôme visé conférant le grade de master. Seules ses sites en région, ainsi que l'ESG Finance à Paris délivrent uniquement deux diplômes d'État : le diplôme de comptabilité et de gestion (DCG) et le diplôme supérieur de comptabilité et de gestion (DSCG).
L'ESG est présente à Aix-en-Provence, Bordeaux, Lyon, Montpellier, Nantes, Rennes, Rouen, Strasbourg, Toulouse, Tours, Dijon, Biarritz, ainsi qu'à Paris, sur son campus Philippe-Auguste, dans le 11e arrondissement.

## Historique
L'établissement d'origine fut créé en 1974 par Pierre Azoulay, sous le nom d'École supérieure de gestion (ESG) dans le 6e arrondissement de Paris (à côté de l'abbaye de Saint-Germain-des-Prés, puis rue de Vaugirard). 
En 2006, Pierre Azoulay cède la quasi-totalité du Groupe Paris Graduate School of Management (PGSM) et la marque "ESG" à Eductis (qui deviendra Galileo Global Education dix ans plus tard), une société contrôlée par le fonds d'investissement britannique Englefield Capital. La famille Azoulay conserve l'ESGI ainsi que le Pôle Paris Alternance (ISIMI-PPA), qu'elle intègre au sein de son nouveau groupe, le Réseau des Grandes Écoles Spécialisées (GES),. 
En février 2015, l'ESG Management School, établissement principal du groupe ESG, intègre et devient le programme Grande École de Paris School of Business (PSB), un école du groupe Studialis,.

## Enseignement
Le réseau comprend à Paris, l'ESGCI, spécialisée dans le commerce international ; l'ESG Finance, l'ESG Langues ; l'ESG Immobilier ; l'ESG Luxe, spécialisée dans le management du luxe ; MBA ESG ; l'ESGRH, spécialisée dans les ressources humaines ; l'ESG ACT spécialisée dans le développement durable ; l'ESG Sport, également à Bordeaux, Toulouse, Montpellier et Biarritz ; ainsi que l'école de commerce ESG et ses six antennes en région (Aix-en-Provence, Bordeaux, Montpellier, Rennes, Toulouse, Tours).

## Personnalités liées à l'école

### Anciens élèves
- Cyril Pellevat, sénateur français, diplômé de l'ESGCI et de MBA ESG